# (6524) Baalke
(6524) Baalke ist ein Asteroid des Hauptgürtels, der am 9. Januar 1992 von der US-amerikanischen Astronomin Eleanor F. Helin am Palomar-Observatorium (IAU-Code 675) entdeckt wurde.
Der Asteroid wurde nach Ron C. Baalke benannt, einem Ingenieur am Jet Propulsion Laboratory, der an den Telemetriesystemen für das Deep Space Network arbeitet. Seit 1989 ist er verstärkt in der Öffentlichkeitsarbeit der NASA tätig und betreut zahlreiche Internetauftritte.